# Inexplicável
Inexplicável é um drama brasileiro dirigido por Fabrício Bittar, com roteiro de Bittar e Andrea Yagui. O longa, que estreou nos cinemas em 5 de dezembro de 2024, é adaptado do livro "O Menino que Queria Jogar Futebol", de Phelipe Caldas. Conta a emocionante história de superação de Gabriel Varandas, um jovem jogador de futebol mirim que enfrenta uma grave doença após conquistar um campeonato, colocando sua vida em risco. A produção é da Clube Filmes, com direção de Fabrício Bittar e direção de fotografia de Pedro Pipano. A história foi desenvolvida pelos roteiristas Fabrício Bittar e Andrea Yagui.
O filme é estrelado por Letícia Spiller, Eriberto Leão, e Suely Franco, com atuações marcantes de um grande elenco, incluindo André Ramiro, Adriana Lessa, Victor Lamoglia, Walter Breda, e Leonardo Miggiorin. 

## Sinopse
Baseado em uma história real, Inexplicável narra a trajetória de Gabriel, um menino de 8 anos, apaixonado por futebol, que vê sua vida virar de cabeça para baixo quando é diagnosticado com uma doença gravíssima. Enquanto ele luta pela sua saúde, sua família enfrenta os desafios emocionais e psicológicos que surgem diante da ameaça de perda, precisando de muita fé e união para seguir em frente.

## Elenco
- Letícia Spiller
- Eriberto Leão
- Miguel Venerabile
- Suely Franco
- André Ramiro
- Adriana Lessa
- Victor Lamoglia
- Walter Breda
- Leonardo Miggiorin